# Xenosella coxospinosa
Xenosella coxospinosa is een pissebed uit de familie Xenosellidae. De wetenschappelijke naam van de soort is voor het eerst geldig gepubliceerd in 2005 door Just.